# Emlingen
 Emlingen  là một xã thuộc tỉnh Haut-Rhin trong vùng Grand Est, đồng bắc Pháp. Xã này có diện tích 2,42 km², dân số năm 1999 là 235 người. Khu vực này có độ cao trung bình 295 mét trên mực nước biển.